# Marco Grob
Marco Grob (* 19. Februar 1965 in Olten) ist ein Schweizer Porträt- und Modefotograf mit Wohnsitz in New York.

## Leben
Grob begann als Assistent einer Fotografin in Los Angeles. Nach seiner Rückkehr in die Schweiz eröffnete er ein  Studio und arbeitete als «Stillleben»-Fotograf bis 2003. Grob entschied sich nach einem längeren Aufenthalt in Spanien, sich von nun an der Portrait- und Modefotografie zu widmen. Es folgten Wanderjahre, in denen Grob in Hamburg und Berlin sowie zwei Jahre in Kapstadt arbeitete und lebte. Im Jahre 2008 zog er nach New York.
Grob fotografierte unter anderem den amerikanischen Präsidenten Barack Obama, US-Aussenministerin Hillary Clinton, den Astronauten Buzz Aldrin, Hollywood-Stars wie George Clooney, Leonardo DiCaprio, Jeff Bridges, Sandra Bullock, Julianne Moore, Uma Thurman, Kevin Costner und Colin Firth, Musiker wie Elton John, P!nk, Seal, Boy George, Dave Gahan, Kanye West, Tom Jones, Grace Jones und Chuck Berry und die Bands Deep Purple und Status Quo. Er arbeitet für das New York Magazine und für die Zeitschriften Time, Forbes (Zeitschrift), Vogue, Men’s Vogue, GQ, Vanity Fair, Marie Claire, Elle, Cosmopolitan und das Zeit-Magazin.
Im Jahre 2007 wurde Marco Grob mit dem Hasselblad-Master ausgezeichnet. Zwischen 2003 und 2008 erhielt er zwei Shortlists am Cannes Lions Festival, einen Loerie Award in Gold sowie Auszeichnungen des Schweizer, Deutschen und Amerikanischen Art Directors Clubs.
Der Kanton Solothurn würdigte sein Schaffen mit dem Solothurner Kunstpreis 2011.
Für Beyond 9/11 gewann er 2012 einen Emmy Award, einen New York Art Directors Club Gold Award und einen "Picture of the Year" Award.
Seine Arbeit Beyond 9/11, die Grob zum zehnten Jahrestag der Anschläge auf das Trade Center in New York für Time Magazine produzierte, wurde in die Sammlung des Smithonian aufgenommen und wird im National 9/11 Memorial Museum in New York ausgestellt.